# یالمار مائه
یالمار مائه (انگلیسی: Hjalmar Mäe; ۲۴ اکتبر ۱۹۰۱ – ۱۰ آوریل ۱۹۷۸) سیاستمدار اهل استونی بود.